# François Verheyden

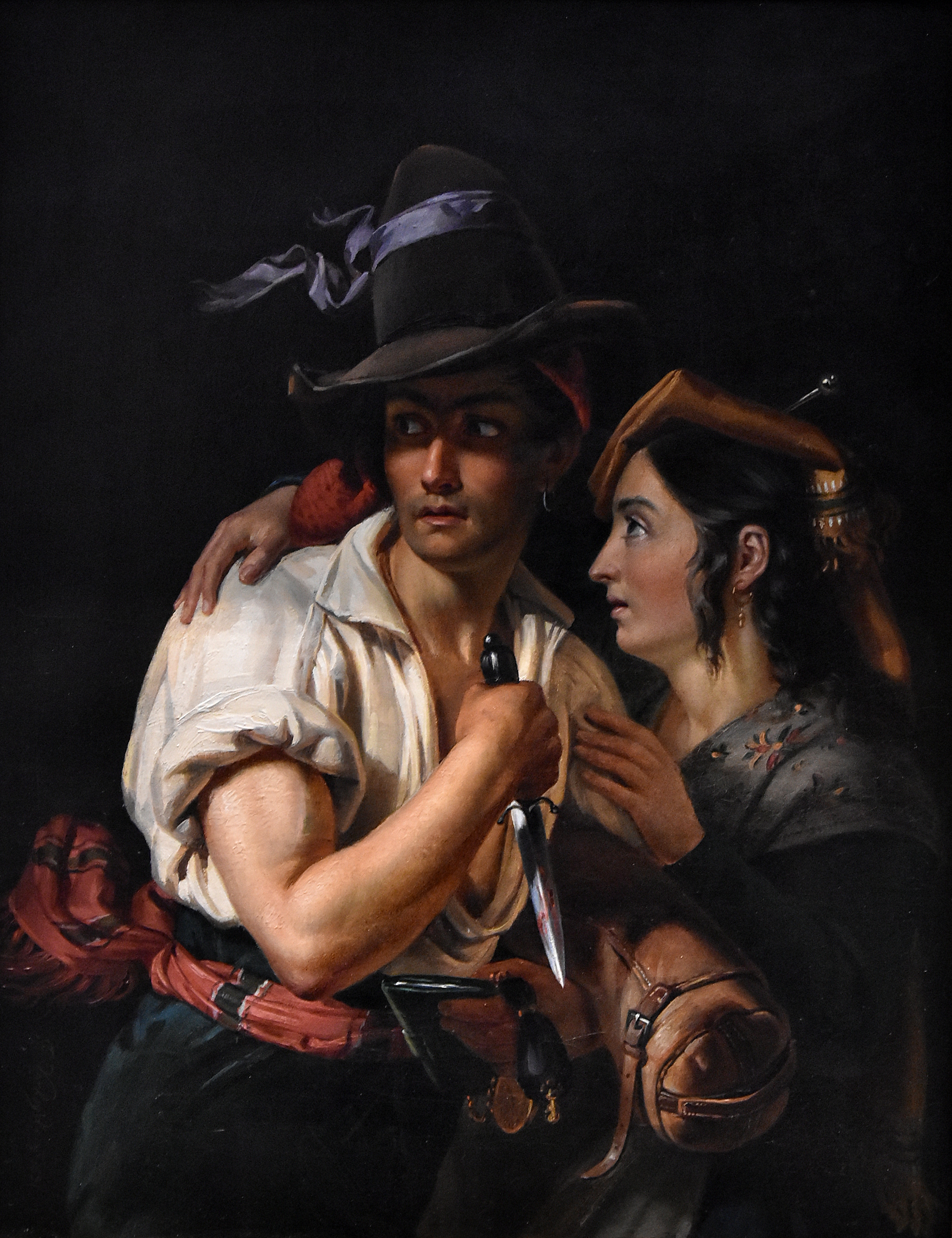
Maquisscène in La Boverie

François Verheyden (Leuven, 18 maart 1806 - Elsene, 28 maart 1889) was een Belgisch kunstschilder en tekenaar die werkzaam was in Brussel en Antwerpen.
Verheyden schilderde voornamelijk genrestukken en portretten. Van zijn leven is weinig bekend.